# EchoStar
EchoStar ist der Name eines US-amerikanischen Technologieunternehmens (EchoStar Corporation), das auch Eigentümer und Betreiber der gleichnamigen Satellitenflotte ist. Das Unternehmen entwirft und produziert zudem Set-Top-Boxen für den Empfang von DVB-T in Großbritannien, Empfängern für Bell ExpressVu sowie den HD-Recorder (HDC-601 DER) von Unitymedia, einer deutschen Tochter von Liberty Global, die ebenfalls in Englewood ihren Firmensitz haben. Die Satelliten bilden die Grundlage des Fernsehsatellitenservice Dish Networks (Digital Sky Highway) der Dish Network Corporation. Das Unternehmen war früher Teil der EchoStar Communications Corporation, bevor das DISH Network im Dezember 2007 eigenständig wurde.

## Geschichte
EchoStar wurde im Jahre 1980 von seinem Vorsitzenden und CEO Charles Ergen gemeinsam mit seiner Frau Cantey und James DeFranco als Vertreiber von C-Band-Fernsehsystemen gegründet. 1987 erwarb die Firma von der FCC die Lizenz für einen Fernsehsatellitenservice und erhielt den Orbitalslot bei 119° westlicher Länge für das Jahr 1992 zugeteilt.
Am 28. Dezember 1995 startete EchoStar erfolgreich seinen ersten Satelliten EchoStar 1. Ab demselben Jahr wurde das Satellitenfernsehsystem unter dem Namen DISH Network vermarktet.
Im Jahre 1998 kaufte das Unternehmen Teile des Satellitenrundfunk-Joint-Ventures der Nachrichtenagenturen ASkyB und MCI WorldCom. Mit diesem Kauf erhielt EchoStar 28 der 32 Transponderlizenzen des Orbitalslots bei 110° West. Am 25. September 2007 wurde bekannt gegeben, dass EchoStar die Sling Media Inc. erwirbt.
Am 2. Januar 2008 wurde das Geschäft des Dish Networks von den restlichen Geschäftsbereichen des Unternehmens abgetrennt, wobei zwei Unternehmen entstanden: die DISH Network Corporation (im Wesentlichen bestehend aus dem DISH Network Geschäft) und die Echostar Corporation (welche das Technologiegeschäft einschließlich der Satelliten, Sling Media und der Set-Top-Boxen-Entwicklung behält).

## Satellitenflotte
Die Satelliten wurden bei mehreren Herstellern eingekauft und unterscheiden sich in ihren technischen Daten teilweise beträchtlich. Manche Satelliten erhielten auch eine Bezeichnung mit römischen Ziffern, beispielsweise EchoStar XXIV für EchoStar 24.
Stand der Liste: 5. September 2023
| Satellit     | Andere Bez.                 | NSSDC ID  | Bestellt | Startdatum (UTC)   | Trägerrakete      | Startort          | Satellitenbus                            | Position   | Status      | Bemerkungen |
| ------------ | --------------------------- | --------- | -------- | ------------------ | ----------------- | ----------------- | ---------------------------------------- | ---------- | ----------- | --- |
| EchoStar 1   |                             | 1995-073A | 1992     | 28. Dezember 1995  | CZ-2E             | Kosmodrom Xichang | Lockheed Martin AS-7000                  | 148° West  | inaktiv     | |
| EchoStar 2   |                             | 1996-055A | 1992     | 11. September 1996 | Ariane 42P        | CSG ELA-2         | Lockheed Martin AS-7000                  | 148° West  | inaktiv     | |
| EchoStar 3   | DBSC-1                      | 1997-059A | 1995     | 5. Oktober 1997    | Atlas IIAS        | CCAFS             | Lockheed Martin A2100AX                  | 61,5° West | inaktiv     | Am 6. September 2017 teilte die EchoStar Corporation mit, dass der Satellit außer Dienst gestellt und in einen Friedhofsorbit verbracht sei. Siehe auch Ende von EchoStar 3                                                                    |
| EchoStar 4   |                             | 1998-028A | 1995     | 7. Mai 1998        | Proton/Blok-DM-2M | Baikonur          | Lockheed Martin A2100AX                  | 77° West   | inaktiv     | Ab Mai 1999 gab es Probleme mit den Transpondern und der Energieversorgung des Satelliten. So funktionierten bis zum Missionsende nur noch sechs der Transponder.                                                                              |
| EchoStar 5   | Sky 1A, MCI-1, Ciel 1       | 1999-050A | 1996     | 23. September 1999 | Atlas IIAS        | CCAFS             | LS-1300 (Space Systems/Loral)            | 129° West  | inaktiv     | Ursprünglich als Sky 1A bestellt, im März 2005 wurde der Satellit an die kanadische Ciel Satellite Group verleast und nach dem Ende der Lebensdauer 2009 in einen Friedhofsorbit verlegt.                                                      |
| EchoStar 6   | Sky 1B, MCI-2, Bermudasat 1 | 2000-038A | 1996     | 14. Juli 2000      | Atlas IIAS        | CCAFS             | FS-1300 (Space Systems/Loral)            | 110° West  | inaktiv     | 2013 an die Telefongesellschaft der Bermudas als Bermudasat-1 verleast |
| EchoStar 7   |                             | 2002-006A | 2000     | 21. Februar 2002   | Atlas IIIB        | CCAFS             | Lockheed Martin A2100AX                  | 119° West  | inaktiv     | Abgeschaltet im April 2010 |
| EchoStar 8   |                             | 2002-039A | 2000     | 21. August 2002    | Proton/Blok DM-3  | Baikonur          | FS-1300 (Space Systems/Loral)            | 110° West  | inaktiv     | Deaktiviert und im Friedhofsorbit seit April 2016. |
| EchoStar 9   | Galaxy 23, Telstar 13       | 2003-034A | 2000     | 8. August 2003     | Zenit-3SL         | Sea Launch        | FS-1300 (Space Systems/Loral)            | 121° West  | aktiv       | Für Endkunden sind spezielle SuperDISH-121-Empfänger für diesen Satelliten notwendig, da dieser mit nur mittlerer Signalstärke sendet. Der Satellit wird gemeinsam von EchoStar und Intelsat benutzt.                                          |
| EchoStar 10  |                             | 2006-003A | 2003     | 15. Februar 2006   | Zenit-3SL         | Sea Launch        | Lockheed Martin A2100AX                  | 110° West  | aktiv       | |
| EchoStar 11  |                             | 2008-035A | 2004     | 16. Juli 2008      | Zenit-3SL         | Sea Launch        | FS-1300 (Space Systems/Loral)            | 110° West  | aktiv       | |
| EchoStar 12  | Rainbow 1, Cablevision 1    | 2003-033A | 2001     | 17. Juli 2003      | Atlas V (521)     | CCAFS LC-41       | Lockheed Martin AS-2100AXS               | 61,5° West | inaktiv     | Rainbow 1 wurde auf der Position 61,5° W genutzt, bis der Satellit und die Transponderlizenzen 2005 an EchoStar verkauft wurden. Im März 2006 wurde er in EchoStar 12 umbenannt. Er ist nun mit EchoStar 3 gemeinsam auf der Position 61,5° W. |
| EchoStar 13  | CMBStar 1                   | –         | 2006     | –                  | Proton-M/Bris-M   | Baikonur          | FS-1300 (Space Systems/Loral)            |            | storniert   | Aufbau ähnlich wie ICO-G1, im Mai 2008 gestoppt |
| EchoStar 14  |                             | 2010-010A | 2007     | 20. März 2010      | Proton-M/Bris-M   | Baikonur          | FS-1300 (Space Systems/Loral)            | 119° West  | aktiv       | |
| EchoStar 15  |                             | 2010-034A | 2008     | 10. Juli 2010      | Proton-M/Bris-M   | Baikonur          | FS-1300 (Space Systems/Loral)            | 61,5° West | aktiv       | |
| EchoStar 16  |                             | 2012-065A | 2009     | 20. November 2012  | Proton-M/Bris-M   | Baikonur          | FS-1300 (Space Systems/Loral)            | 61,5° West | aktiv       | |
| EchoStar 17  | Jupiter 1                   | 2012-035A | 2009     | 5. Juli 2012       | Ariane 5          | CSG ELA-3         | SSL-1300 (Space Systems/Loral)           | 107° West  | aktiv       | |
| EchoStar 18  |                             | 2016-039B | 2012     | 18. Juni 2016      | Ariane 5          | CSG ELA-3         | SSL-1300 (Space Systems/Loral)           | 61,5° West | aktiv       | |
| EchoStar 19  | Jupiter 2                   | 2016-079A | 2013     | 18. Dezember 2016  | Atlas V (431)     | CCAFS SLC-41      | SSL-1300 (Space Systems/Loral)           | 97° West   | aktiv       | |
| EchoStar 21  | EchoStar T2, TerreStar 2    | 2017-032A | 2006     | 8. Juni 2017       | Proton-M/Bris-M   | Baikonur          | SSL-1300 (Space Systems/Loral)           | 10° Ost    | aktiv       | |
| EchoStar 23  |                             | 2017-014A | 2014     | 16. März 2017      | Falcon 9          | KSC LC-39A        | SSL-1300 (Space Systems/Loral)           | 110° West  | aktiv       | |
| EchoStar 24  | Jupiter 3                   | 2023-108A | 2017     | 29. Juli 2023      | Falcon Heavy      | KSC LC-39A        | SSL-1300 (SSL)                           | 95° West   | Testbetrieb | Mit 9.200 kg Masse der bisher schwerste geostationäre Satellit |
| EchoStar 25  |                             |           | 2023     | 202x (geplant)     |                   |                   | SSL-1300 (SSL)                           |            | in Planung  | |
| EchoStar 105 | SES-11                      | 2017-063A | 2014     | 11. Oktober 2017   | Falcon 9          | KSC LC-39A        | Eurostar 3000 (Airbus Defence and Space) | 105° West  | aktiv       | gemietete Transponderkapazitäten an Bord von SES-11 |
| EchoStar G1  | ICO-G1, DBSD-G1             | 2008-016A | 2005     | 14. April 2008     | Atlas V (421)     | CCAFS SLC-41      | SSL-1300S (Space Systems/Loral)          | 93° West   | aktiv       | Bestellt als ICO-G1 für ICO Global Communications. Umbenannt in EchoStar G1, nachdem EchoStar die Firma aufkaufte. |
| EchoStar T1  | TerreStar 1                 | 2009-035A | 2005     | 1. Juli 2009       | Ariane 5 ECA      | CSG ELA-3         | SSL-1300S (Space Systems/Loral)          | 111° West  | aktiv       | Ursprünglich bestellt als TerreStar 1 für TerreStar Networks. Umbenannt in EchoStar T1, nachdem EchoStar im März 2012 TerreStar Networks kaufte.                                                                                               |

| 10.25E |

| 45°W |

| 61,5°W |

| 77°W |

| 107°W |

| 110°W |

| 119°W |

| 121°W |

| 129°W |

| 148°W |

## Ende von EchoStar 3
Zwischenfall: Am 2. August 2017 teilte die EchoStar Corporation mit, dass bei einer geplanten Verlegung des Satelliten EchoStar 3 in einen anderen Sektor ein Problem aufgetreten sei, und es einen Kommunikations- und Kontrollverlust mit diesem Satelliten gäbe. Außerdienststellung: Am 6. September teilte das Unternehmen mit, dass es gelungen sei, den Satelliten mit entleerten Tanks, Druckbehältern und Batterien und abgeschalteter Steuerung auf einem Friedhofsorbit 350 km über dem geostationären Orbit zu parken. Nach Angaben von Beobachtern war der Zwischenfall Folge des Versagens der Lagestablilisierung des Satelliten. Des Weiteren hätte es schon länger Probleme mit ausgefallenen Senderöhren und der Stromversorgung gegeben.